# Caecognathia floridensis
Caecognathia floridensis är en kräftdjursart som först beskrevs av Menzies och William L. Kruczynski 1983.  Caecognathia floridensis ingår i släktet Caecognathia och familjen Gnathiidae.
Artens utbredningsområde är Mexikanska golfen. Inga underarter finns listade i Catalogue of Life.